# Dừa lùn
Dừa lùn là một loạt các giống cây trồng thuộc loài dừa (Cocos nucifera). Việc sử dụng từ "lùn" ở đây không nói đến kích thước cây, vì nó có thể đạt đến tầm cao 15,24-24,38 mét (50-80 feet), chắc chắn không lùn. 
```
vào đó, tên chỉ định "lùn" đề cập đến kích thước mà cây đạt được để bắt đầu sản xuất quả dừa để có thể thu hoạch.
[
1
]
```

## Các giống cây trồng
- Cameroon Red Dwarf
- Chowghat Dwarf Green
- Chowghat Dwarf Orange
- Coconino
- Eburnea
- Equatorial Guinea Green Dwarf
- Equatorial Guinea Yellow Dwarf
- Fiji Dwarf: tạo thành một bầu lớn ở thân dưới (lower stem)
- Gangabondam
- Ghana Yellow Dwarf
- Gon Thembili
- Haari Papua
- Kelapa Gading
- Kelapa Radja
- Laccadive Dwarf
- Lakshadweep Dwarf
- Maldive Dwarf
- Mangipod
- Mu-see-Keo
- N'uleka
- Nok-koom
- Pilipog
- Pugai
- Pumila
- Rath Thembli
- Regia

### Dừa lùn Mã Lai
Dừa lùn Mã Lai (Malayan Dwarf) là một giống dừa lùn được phân loại dựa trên màu sắc hạt: hạt màu vàng ngà, hạt đỏ mơ, và các loại hạt màu xanh lá cây.
Sức đề kháng của dừa lùn Mã Lai đối với bệnh vàng gây chết (lethal yellowing) là đặc tính (characteristic) mà làm cho nó trở thành một trong những giống dừa lùn quan trọng trên thế giới. Ghi nhận sức đề kháng của dừa lùn Mã Lai đối với bệnh vàng gây chết (lethal yellowing) là vào năm 1956 tại Round Hill, Jamaica, nơi dừa lùn Mã Lai bị ảnh hưởng bởi căn bệnh này chỉ là một tỷ lệ rất nhỏ.

## Giống cây lai
Giống cọ dừa Maypan (Maypan coconut palm) là cây lai "Lùn"x"Cao" giữa dừa lùn Mã Lai và dừa cao Panama (Panama Tall) hoặc dừa lùn Mã Lai (vàng) và dừa cao Tây Phi (West African Tall) gọi theo địa phương là Mawa, ở Ivory Coast. Mawa được biết như Port-Bouet-121